# Рајсавац
Рајсавац је насељено место у општини Јакшић, у западној Славонији, Република Хрватска.

## Историја
До нове територијалне организације налазило се у саставу бивше велике општине Славонска Пожега.

## Становништво
На попису становништва 2011. године, Рајсавац је имао 313 становника.

## Попис 1991.
На попису становништва 1991. године, насељено место Рајсавац је имало 355 становника, следећег националног састава:
| Попис 1991.‍  | Попис 1991.‍  | Попис 1991.‍ | Попис 1991.‍ | Попис 1991.‍ |
| ------------ | ------------ | ----------- | ----------- | ----------- |
|              |              |             |             |             |
| Хрвати       | Хрвати       |             | 343         | 96,61%      |
| Срби         | Срби         |             | 2           | 0,56%       |
| Чеси         | Чеси         |             | 2           | 0,56%       |
| Словаци      | Словаци      |             | 1           | 0,28%       |
| неопредељени | неопредељени |             | 2           | 0,56%       |
| непознато    | непознато    |             | 5           | 1,40%       |
| укупно: 355  |              |             |             |             |